# Your Sweet Six Six Six
"Your Sweet 666" är en låt från det finländska metal bandet HIM:s första album Greatest Lovesongs Vol. 666 från 1998. Det finns ett rykte om att låten är inspirerad från att när man spelar låten "Stairway to Heaven" baklänges så låter det som att sångaren säger In your sweet 666.